# Daniel de Campos
Daniel de Campos de Campos (Viso del Marqués, Ciudad Real, 28 de agosto de 1952) es un pintor español y doctor en Bellas Artes.

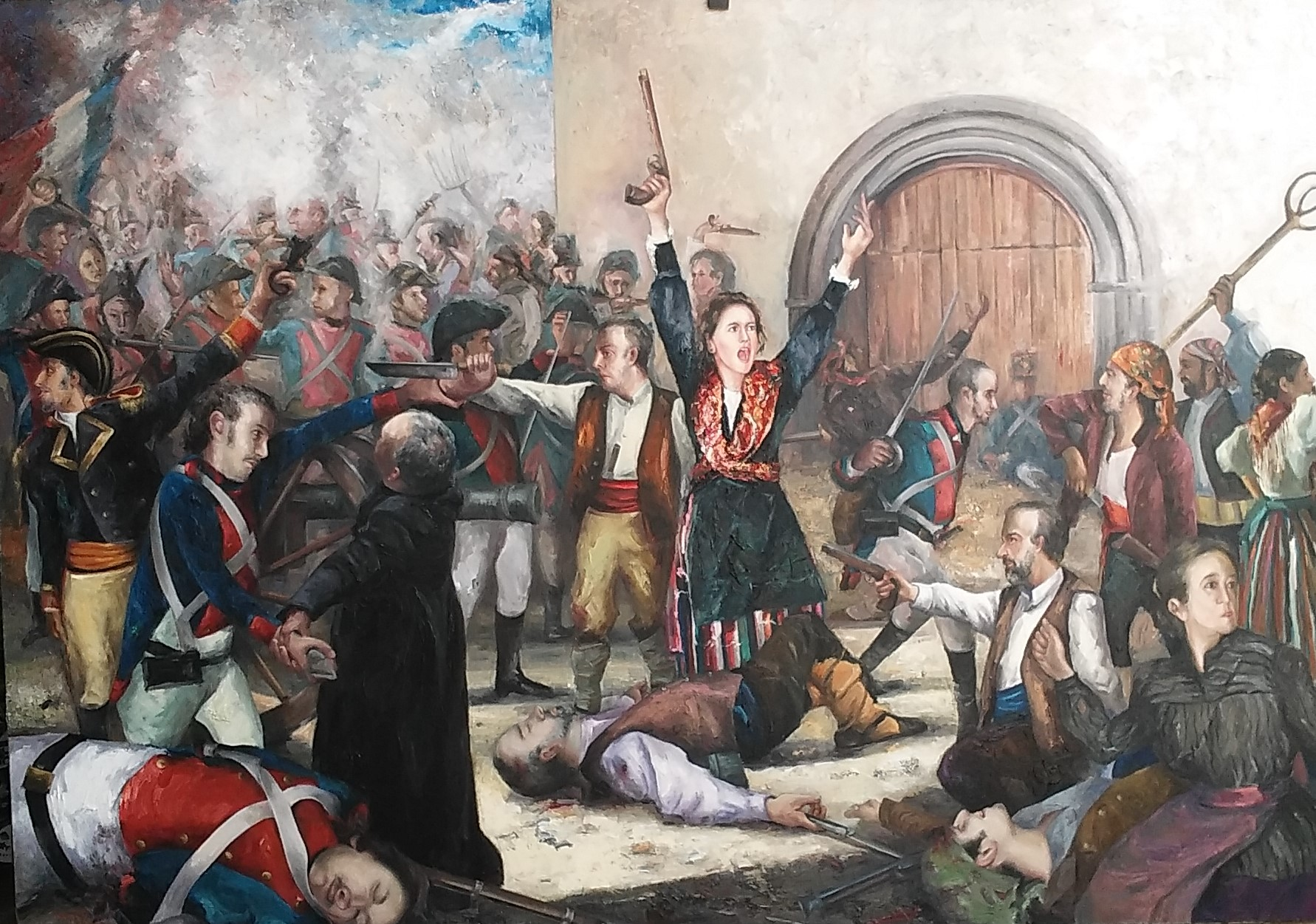
Batalla del seis de junio, óleo/lienzo. 180 x 260 cm

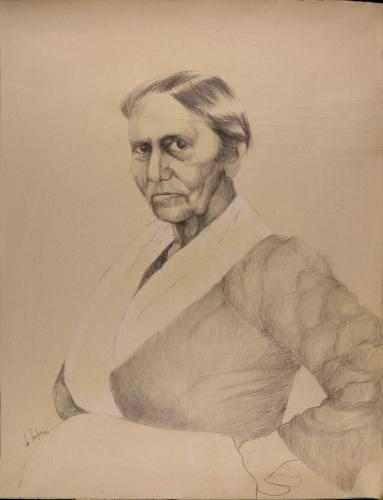
[https://www.academiacolecciones.com/dibujos/inventario.php?id=H-0490 Gitana manchega, "Inventario de los dibujos donados por artistas actuales al Museo de la Real Academia de Bellas Artes de San Fernando desde 1989 hasta el 31 de diciembre de 1994", en Academia, nº 82 (1996), pp. 186-246

## Biografía
Inicia los estudios de Humanidades y Filosofía y Letras en Ciudad Real y comienza su formación artística en la Escuela de Artes y oficios hasta 1971.
1976. Realiza los estudios de Bellas Artes en la Facultad de Bellas Artes de Bilbao de 1976 a 1980, realizando la carrera en cuatro años y obteniendo la Beca de Paisaje “El Paular” de Segovia (1980). 
1982. Obtiene por oposición la Cátedra de Dibujo de Instituto, ejerciendo como catedrático en Baracaldo, Valdepeñas y Madrid. 
1985. Realiza el Curso Internacional de Grabado con Jesús Núñez en Betanzos. 
1987. Crea los Talleres de Arte de Valdepeñas que en la actualidad llevan el nombre “Talleres de Artes Plásticas Daniel de Campos”. 
1996. Obtiene en la Facultad de Bellas Artes de San Fernando de Madrid el Doctorado en Bellas Artes “Apto cum laude por unanimidad”.
2006. Da un curso Taller de grabado y pintura en la Universidad Tadeo Lozano de Bogotá, realiza exposiciones en  Bogotá y Cartagena de Indias (Colombia). Se traslada a Chile, por invitación, para exponer en Valparaíso, Santiago, Concepción, Isla de Chiloé y La Serena. Da conferencias, invitado por la Embajada de España, sobre arte español en varias ciudades y universidades de Chile.
2008. Se traslada a Colombia hasta el 2014. Dirige el Centro Cultural y Educativo Español Reyes Católicos. Expone con motivo del Bicentenario de la Independencia de Colombia  en Cartagena de Indias, Medellín, Cali y Bogotá patrocinado por la Embajada de España en Colombia. 
2012. Es condecorado con la Orden "Francisco José de Caldas" y nombrado Personaje Cultural del año en Colombia.

## Otras distinciones
2002. Es nombrado Hijo Adoptivo de Valdepeñas.
2019. Es nombrado por la Asociación de Empresarios Feceval, Personaje Ejemplar y Excepcional Difusor Cultural.

## Exposiciones
Son más de cuarenta exposiciones individuales por España, Colombia y Chile, entre las que se destacan:
- 1983 Sala de la Caja Laboral de Bilbao.
- 1988 Aachen Gallery, Madrid.
- 1988 Museo Municipal de Ciudad Real.
- 1994 Centro Cultural de la Asunción, Albacete.
- 2000 Museo de Valdepeñas.
- 2003 Centro Cultural “Gran Capitán” de Granada.
- 2004 Fundación Santillana para Iberoamérica, Bogotá (Colombia) y Museo del Claustro de Santo Domingo, Cartagena de indias, Colombia.
- 2005 Galería Rafael García, Madrid. 2006 Sala del Edificio del Gobierno Regional de Valparaíso, Chile.
- 2006 Sala de Cultura de Ancud, Isla de Chiloé, Chile y Museo Gabriela Mistral, La Serena, Chile.
- 2007 Galería Artecovi, Madrid.
- 2010 Museo de Arte Moderno de Cartagena de indias, Colombia.
- 2010 Museo Arqueológico La Merced de Cali, Colombia.
- 2011 Museo de Arte Moderno de Medellín, Colombia.
- 2014 Centro Cultural Reyes Católicos de Bogotá, Colombia.
- 2017 Museo  de Valdepeñas.
- 2025 Museo de Valdepeñas

## Premios
Son varios los premios obtenidos hasta el año 2005 que deja de participar. Entre otros cabe destacar:
- 1974 Segundo Premio en el VIII Concurso Ros y Guell, Barcelona.
- 1979 Segundo Premio en el Salón Internacional de Telecomunicaciones, Madrid.
- 1988 Primer Premio de Pintura de Daimiel (Ciudad Real).
- 1989 Molino de Plata en la 50 Exposición Nacional de Artes Plásticas de Valdepeñas.
- 1989 Tercera Medalla en el 56 Salón de Otoño de Madrid.
- 1991 Pámpana de Oro en la LII Exposición Nacional de Artes Plásticas de Valdepeñas.
- 1991 Primer Premio en el XVI Certamen Nacional de Pintura de Manzanares.
- 1997 Primer Premio de Pintura en el X Premio Emilio Ollero de Jaén.

## Obras en museos
Tiene obras expuestas en lugares como:
- Museo de la Real Academia de Bellas Artes de San Fernando, Madrid
- Museo Salvador Allende, Chile.
- Museo Arqueológico La Merced de Cali, Colombia.
- Museo de Arte Moderno de Medellín, Colombia.
- Museo Nacional de Valdepeñas.
- Museo Diocesano de Ciudad Real.
- Ayuntamiento de Granada.
- Diputación de Ciudad Real, Albacete.
- Pintura mural en el Santuario de Ntra. Sra. de la Cabeza, Andújar (Jaén).
- Embajada de España en Santiago de Chile y Embajada de España en Colombia.

## Aparición en Publicaciones
1. José Luis Morales y Marín; Mario Antolín Paz; Wifredo Rincón (1994). Diccionario de Pintores y Escultores Españoles del Siglo XX. Tomo III. Forum Artis S.A. p. 615 y 616.
2. Gianna Prodan (1997). Diccionario de Arte del Siglo XX en la Provincia de Ciudad Real. Diputación de Ciudad Real. p. 66, 67, 410 y 422.
3. Silvia Fernández Pastor; Juan Antonio Tinte; Jorge Juan Pérez Guerra; Carlos Delgado; P. Sala del Pozo (2001). Quién y Porqué. Anales de las Artes Plásticas en el  Siglo XXI. Arte y Patrimonio. p. 137 y138.
4. Rafael García Serrano; Gianna Prodan; María Victoria Cadarso; Adela Marín Muñoz; Sira Laguna; Leticia Azcue (2003). Historia del Arte en Castilla La Mancha en el  Siglo XX. Tomo I. Junta de Comunidades de Castilla La Mancha, Toledo. p. 69,319,330 y 342.
5. Museo Nacional de Colombia; Embajada de España en Colombia (2009). Exposición Internacional de Grabado. Planeta, Bogotá (Colombia). p. 88,89 y 166.
6. Enrique Pedrero Muñoz (2010). Estilos y tendencias de las Artes Plásticas en la Provincia de Ciudad Real 1900-2005. Diputación de Ciudad Real. p. 386 y 387.

- Datos: Q85867190